# Монтіано
Монтіано (італ. Montiano) — муніципалітет в Італії, у регіоні Емілія-Романья, провінція Форлі-Чезена.
Монтіано розташоване на відстані близько 250 км на північ від Рима, 90 км на південний схід від Болоньї, 26 км на південний схід від Форлі.
Населення — 1704 особи (2014). Покровителька — свята Агата.

## Демографія
Населення за роками:

Станом на 1 січня 2023 року в муніципалітеті офіційно проживали 144 іноземці з 18 країн, серед них 77 громадян країн Євросоюзу та 8 громадян України.

## Сусідні муніципалітети
- Чезена
- Лонджано
- Ронкофреддо